# Municipio de Svedala
El municipio de Svedala (en sueco: Svedala kommun) es un municipio de Escania, la provincia más austral de Suecia. Su sede se encuentra en la localidad de Svedala. El municipio actual es el resultado de una serie de fusiones, llevadas a cabo en 1952, 1967, 1974 y 1977. Svedala fue el último municipio en completarse durante la reforma del gobierno en los años setenta. Hubo consideraciones de agregar todo o partes del territorio al municipio de Malmö.

## Localidades
Hay 5 áreas urbanas (tätort) en el municipio:
| # | Tätort   | Población |
| - | -------- | --------- |
| 1 | Svedala  | 10.555    |
| 2 | Bara     | 3,436     |
| 3 | Klågerup | 1,894     |
| 4 | Sjödiken | 438       |
| 5 | Holmeja  | 239       |

## Ciudades hermanas
Svedala está hermanado o tiene tratado de amistad con:
- Bergen auf Rügen, Alemania (1991)
- Goleniów, Polonia (1993)
- Ishøj, Dinamarca (1998)
- Opmeer, Holanda